# TBSラジオ ボクシング中継
TBSラジオ ボクシング中継（ティービーエスラジオ ボクシングちゅうけい）では、日本のTBSラジオで制作・放送するプロボクシング中継について記述する。

## 歴史・概要
局名が「ラジオ東京」だった1952年2月9日に日本バンタム級タイトルマッチ白井義男対堀口宏戦を録音中継したのが最初である（日本の民間放送としても初だった。放送時間は23:10 - 23:30）。解説担当は『ボクシング・ガゼット』編集長の郡司信夫、実況担当は同局アナウンサーの若林漸だった。『TBS50年史』P54では、「泥縄式の特訓による中継だった」と記述されている。
同年5月19日には、白井が日本人初の世界王座を獲得した試合である世界フライ級タイトルマッチ対ダド・マリノ（米国）戦（開催場所：東京後楽園特設リング）を、新日本放送（NJB。のちのMBSラジオ）との共同制作により、全国9局ネットで独占生中継（20時から放送）、5局でテープネットという形で放送された（番組タイトルは、資料によって異なる）。解説は平沢雪村と郡司信夫。実況は前半にNJBアナウンサーの杉本隆平、後半に小坂秀二がそれぞれ担当した。提供スポンサーはアサヒビール（提供名義は、「朝日麦酒」「バャリース・オレンヂ」）。名勝負として話題となり、のちにNHKアナウンサーの志村正順が雑誌インタビューでNHKが全国放送しなかったことを嘆いたというエピソードも残っている。また、聴取率は80%を記録し、ラジオ東京→TBSラジオ歴代最高記録として残っている。
その後も1970年代前半から中期頃のブランクをはさみつつ、具志堅用高らの世界戦中継を実施。1998年を最後に途絶えた時期もあったが、2006年8月2日には『WBA亀田興毅vsファンランダエタ実況中継』として8年ぶりに実況中継（解説：川島郭志、実況：新タ悦男）。その後も亀田または内藤大助の出場する試合を不定期で中継している。中継は基本的にMBSラジオとの2局ネットで放送。

## 出演者

### 解説
※2001年までの解説者については、『TBS50年史』資料編234ページ「主なスポーツ番組解説者」で、出演期間とともに掲載されている（ラジオ・テレビの区別は無い）。
- 郡司信夫（初回 - 1982年4月）
- 平沢雪村（1952年5月19日 - 1953年）
- 白井義男（1958年10月 - 1999年10月）
- 輪島功一（1978年 - 1983年）
- 具志堅用高（1982年3月より）
- 鬼塚勝也（1999年6月より）
- 竹原慎二（1999年6月より）
- 川島郭志（2006年より。※『TBS50年史』資料編「主なスポーツ番組解説者」未掲載）

### 実況
- 若林漸（初回のみ[3]）
- 小坂秀二（1952年 - ?）
- 杉本隆平（1952年。NJBアナウンサー）
- 近江正俊（ラジオ東京時代）
- 渡辺謙太郎[17]
- 岡部達[18]
- 藤田和弘
- 中村秀昭
- 新タ悦男（2006年より）

## 備考
2010年1月17日には、劇画作品『あしたのジョー』作中の一戦を題材とした架空実況中継「『あしたのジョー』40周年特別番組 今!蘇る!!宿命の対決 矢吹丈VS力石徹」を放送。解説は薬師寺保栄、実況は土井敏之が担当した。

## 参考資料
- 東京放送のあゆみ（1965年5月、東京放送社史編集室編・東京放送発行）…国立国会図書館の所蔵情報
- TBS50年史（2002年1月、東京放送編・発行）…国立国会図書館の所蔵情報
  - 資料編
  - DVD-ROM『ハイブリッド検索編』
    - PDFファイル
      - 『TBSアナウンサーの動き』（ラジオ東京→TBSの歴代アナウンサーの記録を、同社の歴史とともにまとめた文書）
      - 『TBS社報』No.360（1971年5月10日、東京放送発行）20 - 29ページ掲載記事『私とTBS -TBS20周年におもう-』（創立20周年を記念した、TBSゆかりの人物によるコメントが掲載）の再録
      - 『座談会 炎の声』（1997年に東京放送から発行された社内報掲載記事。新旧TBSスポーツアナウンサーによる座談会を書き起こしたもの）の再録

    - 営業報告書のハイパーメディア再編集版
      - 株式会社東京放送第57期営業報告書（1983年4月1日～1984年3月31日。1984年発行）

    - ラジオ番組データベース（リスト・データカード）
- 毎日放送50年史（2001年9月、毎日放送50年史編纂委員会事務局編・毎日放送発行）
  - 資料編（CD-ROM）
- 各種外部リンク